# Dichomeris anisacuminata
Dichomeris anisacuminata is een vlinder uit de familie van de tastermotten (Gelechiidae). De wetenschappelijke naam van de soort is voor het eerst geldig gepubliceerd in 1996 door H.H. Li & Z.M. Zheng.

## Type
- holotype: "male, 9-VIII-1985, leg. Guangpu Shen"
- typelocatie: "China, Dexing, Jiangxi Province"